# Wilhelm von Bismarck
Wilhelm Otto Albrecht von Bismarck-Schönhausen, dal 1865 conte von Bismarck-Schönhausen, detto Bill (Francoforte sul Meno, 1º agosto 1852 – Varzin, 30 maggio 1901), fu un politico e avvocato amministrativo tedesco. Fu membro del Reichstag, della Camera dei rappresentanti prussiana, poi amministratore circondariale di Hanau, presidente circondariale di Hannover e infine presidente Oberpräsident della provincia della Prussia orientale. Era figlio di Otto von Bismarck.

## Biografia

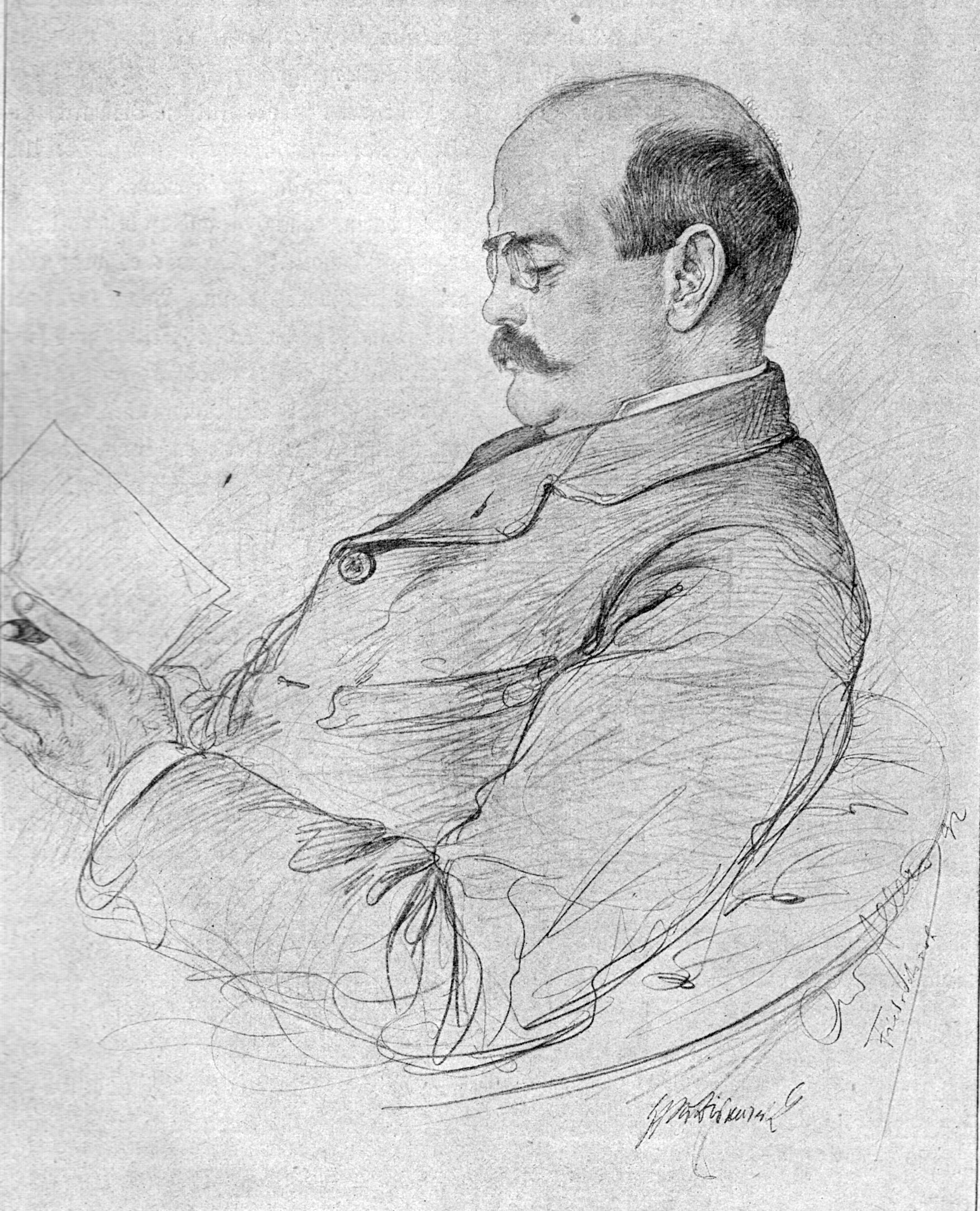
William v. Bismarck (Christian Wilhelm Allers, 1892)

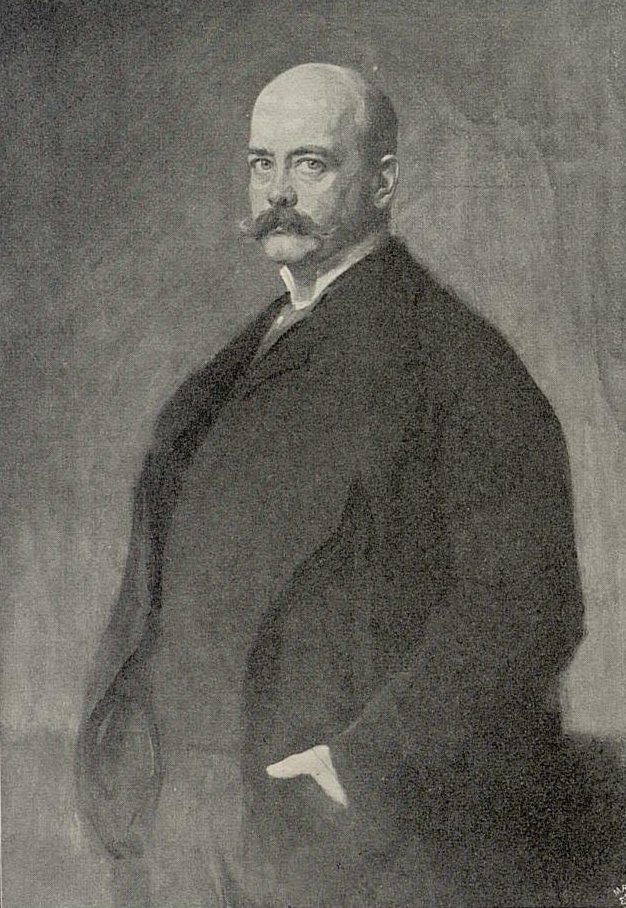
Il conte Wilhelm von Bismarck, 1899, dipinto da Max Koner

### Origini e famiglia
Wilhelm von Bismarck proveniva dalla nobile stirpe dei Bismarck ed era il più giovane dei due figli del futuro primo ministro e cancelliere prussiano Otto, principe di Bismarck, e di sua moglie Johanna, della stirpe dei Puttkamer. Wilhelm nacque a Francoforte perché suo padre era all'epoca inviato prussiano al Bundestag della Confederazione germanica.
Wilhelm von Bismarck sposò la cugina Sibylle von Arnim (1864–1945), figlia di Oskar von Arnim-Kröchlendorff e di Malwine nata von Bismarck-Schönhausen, sorella del cancelliere (i due erano molto legati), il 6 luglio 1885 al castello di Kröchlendorff, Uckermark. Il matrimonio generò un figlio e due figlie.

### Formazione
Bismarck frequentò il Gymnasium a Berlino e inizialmente studiò giurisprudenza presso la Rheinische Friedrich-Wilhelms-Universität Bonn. Assieme al fratello Herbert, divenne membro del Corps Borussia Bonn nel 1870. Come membro inattivo, si trasferì alla Friedrich-Wilhelms-University di Berlino. Superò il primo e, nel 1878, il secondo esame di stato in giurisprudenza.
Prestò servizio militare dal 1º ottobre 1869 al 16 agosto 1873. Partecipò alla guerra franco-prussiana come ufficiale. Si ritirò dall'esercito come Premier Leutnant a la suite.

### Carriera
Dapprima divenne assessore del governo nel dipartimento politico del ministero degli esteri e con il governatore imperiale nel Reichsland Alsazia-Lorena. Nel 1881 si trasferì alla cancelleria del Reich. Nel 1882 divenne consigliere di governo, nel 1884 docente presso il ministero di stato prussiano.
Nel 1885 il ministro degli interni prussiano, Robert Viktor von Puttkamer, parente di sua madre, lo propose al re Guglielmo I per la nomina a amministratore circondariale del circondario di Hanau. L'incarico gli fu affidato provvisoriamente il 22 settembre e definitivamente il 16 ottobre 1885. Nel 1886, durante il suo mandato, la città di Hanau divenne una città indipendente e fu scorporata dal circondario di Hanau. Poiché esisteva quindi anche un "circondario cittadino di Hanau" (Stadtkreis Hanau), il precedente "circondario di Hanau" (Kreis Hanau) fu rinominato "distretto di Hanau" (Landkreis Hanau).
Il 1º marzo 1889, Bismarck divenne presidente del distretto di Hannover e dal 1895 al 1901 fu Oberpräsident della Prussia orientale.
Dal 1878 al 1881 fu membro del Deutschen Reichspartei, un gruppo parlamentare del Reichstag del Partito Conservatore Liberale. Successivamente fu membro della camera dei rappresentanti prussiana dal 1882 al 1885. Si impegnò soprattutto per gli interessi dell'agricoltura.
Morì di peritonite il 30 maggio 1901.

## Onorificenze (selezione)
- 1884: nomina a consigliere privato[2]
- Denominazione del Monte Wilhelm nei monti Bismarck (la montagna più alta della Papua Nuova Guinea)
- Ordine dell'Aquila Rossa, ordine di II classe con stella e foglie di quercia
- Croce di ferro, II classe